# 986
| [ Edytuj tabelę ]              |                                             |
| Książę Polski                  | - 960 Mieszko I 992                         |
| Król Anglii                    | - 978 Ethelred II Bezradny 1016             |
| Hrabia Aragonii i król Nawarry | - 970 Sancho II 994                         |
| Hrabia Barcelony               | - 947 Borrell II 992                        |
| Książę Bawarii                 | - 985 Henryk II Kłótnik 995                 |
| Książę Burgundii               | - 965 Odo-Henryk 1002                       |
| Cesarz Bizancjum               | - 976 Bazyli II Bułgarobójca 1025           |
| Car Bułgarii                   | - 977 Roman 997 - 976 Samuel Komitopul 1014 |
| Cesarz Chin                    | - 976 Song Taizong 997                      |
| Książę Czech                   | - 972 Bolesław II Pobożny 999               |
| Król Danii                     | - 958 Harald Sinozęby 987                   |
| Władca Egiptu                  | - 975 Al-Aziz 996                           |
| Król Franków zachodnich        | - 954 Lotar 986 - 986 Ludwik V Gnuśny 987   |
| Król Gruzji                    | - 961 Dawid III 1001                        |
| Hrabia Holandii                | - 939 Dirk II 988                           |
| Cesarz Japonii                 | - 984 Kazan 986 - 986 Ichijō 1011           |
| Kalif                          | - 974 At-Ta’i 991                           |
| Hrabia Kastylii                | - 970 Garcia I Fernandez 995                |
| Król Khmerów                   | - 968 Dżajawarman V 1001                    |
| Wielki książę Kijowa           | - 978 Włodzimierz I Wielki 1015             |
| Patriarcha Konstantynopola     | - 984 Mikołaj II Chryzoberges 996           |
| Władca Korei                   | - 981 Sŏngjong 997                          |
| Król Leónu                     | - 984 Bermudo II 999                        |
| Król Munsteru                  | - 978 Brian Śmiały 1014                     |
| Król Norwegii                  | - 974 Harald Sinozęby 987                   |
| Hrabia Palatynatu              | - 945 Hermann Pusillus 994                  |
| Papież                         | - 985 Jan XV 996                            |
| Hrabia Portugalii              | - 950 Gonçalo Mendes 999                    |
| Książę Saksonii                | - 973 Bernard I 1011                        |
| Król Szkocji                   | - 971 Kenneth II 995                        |
| Król Szwecji                   | - 970 Eryk Zwycięski 995                    |
| Doża Wenecji                   | - 979 Tribuno Memmo 991                     |
| Książę Węgier                  | - 970 Gejza 997                             |
| Cesarz Wietnamu                | - 980 Lê Hoàn 1005                          |

Rok 986 / CMLXXXVI
stulecia: IX wiek ~
X wiek ~
XI wiek

lata: 976 «
981 «
982 «
983 «
984 «
985 «
986
» 987
» 988
» 989
» 990
» 991
» 996

## Wydarzenia w Polsce
- 4 kwietnia – w Kwedlinburgu odbył się zjazd, na którym książę Polski Mieszko I oficjalnie podporządkował się królowi Niemiec Ottonowi III.

## Wydarzenia na świecie
- 2 marca – Ludwik V został królem Francji.
- 17 sierpnia – zwycięstwo Bułgarów nad siłami bizantyjskimi w bitwie w wąwozie Brama Trajana.

- Król Danii Harald Sinozęby został obalony przez swojego syna, Swena Widłobrodego, który objął rządy.

## Urodzili się
- Bezprym, władca Polski, pierworodny syn Bolesława Chrobrego (data sporna lub przybliżona) (ur. prawdopodobnie w 986 lub 987; zm. 1032)

## Zmarli
- 2 marca – Lotar, król zachodniofrankijski w latach 954–986 z dynastii Karolingów francuskich
- 25 maja – Abd Al-Rahman Al Sufi, perski astronom